# Kang Tae-oh
Dans ce nom coréen, le nom de famille, Kang, précède le nom personnel.
Kim Yoon-hwan (hangeul : 김윤환 ; hanja : 金潤煥 ; RR : Gim Yun-hwan ; MR : im Yunhwan) alias Kang Tae-oh (hangeul : 강태오 ; RR : Gang Tae-o ; MR : Kang T'ae-o) est un acteur et chanteur sud-coréen, né le 20 juin 1994 à Incheon.

## Carrière
En 2013, il fait partie du membre du groupe d'acteur sud-coréen 5urprise.
En 2017, il remporte le prix Rising Star Award pour son rôle dans la série télévisée You Are Too Much (당신은 너무합니다).

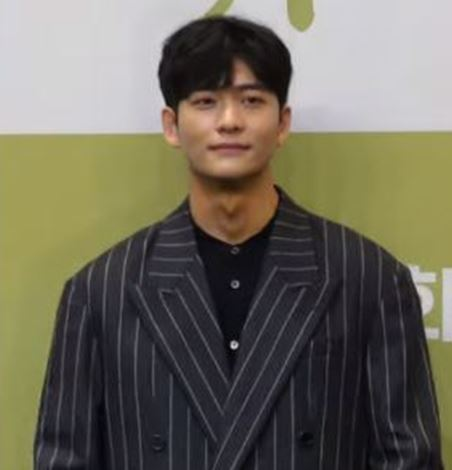
Kang Tae-oh, en 2019.

En novembre 2018, on apprend qu'il est vedette de la série romantique au passage à l'âge adulte My First First Love (첫사랑은 처음이라서), diffusée en avril 2019 sur la plateforme Netflix.
En 2019, il endosse les costumes du prince Injo dans la série historique The Tale of Nokdu (조선로코-녹두전).
En 2021, il apparaît dans la série Doom at Your Service (어느 날 우리 집 현관으로 멸망이 들어왔다) et dans le  Drama Special – The Effect of One Night on Farewell.
En avril 2022, on confirme son engagement, aux côtés de Park Eun-bin et Kang Ki-young, dans le rôle rôle principal, celui de Lee Jun-ho, employé chez Hanbada, pour la série dramatique Extraordinary Attorney Woo (이상한 변호사 우영우) où une nouvelle avocate dans un grand cabinet d'avocats avec un QI de 164, ayant une mémoire exceptionnelle et une façon de penser créative, devient une véritable avocate qui, sur le spectre des troubles du spectre autistique (TSA), résout toutes différentes affaires.

## Filmographie

### Cinéma

#### Longs métrages
- 2014 : Slow Video (슬로우 비디오) de Kim Young-tak : le remplaçant
- 2018 : Fengshui (명당) de Park Hee-kon : Won-kyeong
- 2023 : Don't Buy the Seller (타겟) de Park Hee-kon : l'inspecteur Nha (apparition exceptionnelle)

### Télévision

#### Séries télévisées
- 2013 : Drama Festival - Save Wang Jo-hyeon : Nam Nam-cheol
- 2013 : Miss Korea (미스코리아) : le fils de Ma Ae-ri
- 2014 : Forever Young (오늘도 청춘) : Lee Joon-soo
- 2015 : The Greatest Couple (최고의 연인) : Choi Yeong-gwang
- 2015 : Flower of Queen (여왕의 꽃) : Heo Doug-goo
- 2015 : Second 20s (두번째 스무살) : Woo-cheol, jeune
- 2015 : The Dearest Lady : Choi Young-kwang
- 2016 : Forever Young 2 (오늘도 청춘) : Lee Joon-soo / Jace
- 2017 : You Are Too Much (당신은 너무합니다) : Lee Kyeong-soo
- 2018 : Short (쇼트) : Kang Ho-yeong
- 2018 : That Man Oh Soo (그남자 오수) : Kim Jin-woo
- 2019 : The Tale of Nokdu (조선로코-녹두전) : Cha Yool-moo / le prince Injo
- 2019 : Love with Flaws (하자있는 인간들) : Oh Jeong-tae (caméo ; épisodes 1 et 6)
- 2019 : My First First Love (첫사랑은 처음이라서) : Hoon
- 2020 : Run On (런 온) : Lee Yeong-hwa
- 2021 : Doom at Your Service (어느 날 우리 집 현관으로 멸망이 들어왔다) : Lee Hyeon-gyoo
- 2021 : Drama Special – The Effect of One Night on Farewell :  Cha Min-jae
- 2022 : Thirty-Nine (서른, 아홉) : l'ami de Hyeon-joon (caméo ; épisode 11)
- 2022 : Extraordinary Attorney Woo (이상한 변호사 우영우) : Lee Joon-ho
- 2025 : The Potato Lab (감자연구소) : So Baek-ho